# Felix Augenfeld
Felix Augenfeld (* 10. Januar 1893 in Wien; † 21. Juli 1984 in New York) war ein österreichisch-US-amerikanischer Architekt, Innenarchitekt, Bühnenbildner und Designer. Er vertrat eine moderne Auffassung vom Wohnen für alle Menschen, plante und baute Häuser, entwarf Möbel, stattete Ausstellungsräume aus und verfasste Fachschriften und Bücher zum Thema.

## Leben
Felix Augenfeld stammte aus einer jüdischen Wiener Familie. Seine Eltern waren der Kaufmann Isidor Augenfeld († 1936) und dessen Ehefrau Paula Augenfeld, geborene Bendiener, († 1946). Diese hatten zwei Söhne. Der jüngere Bruder Alois Augenfeld (1865–1936) war ebenfalls Architekt.
Nach der Grundschule und der Ablegung der Matura an der K.K. Staatsrealschule Schottenbastei in Wien begann er 1910 mit dem Studium der Architektur und Raumplanung an der Technischen Universität Wien. 1914 wurde er zum Kriegsdienst eingezogen und geriet 1915 in Italien in Kriegsgefangenschaft. 1919 nahm er sein Studium wieder auf und schloss es 1920 mit einer Diplomarbeit über Wiener Architektur und Inneneinrichtung an der TH Wien ab. Bis 1921 arbeitete er als Praktikant im Architekturbüro von Friedrich Mahler in Wien. 1926 erhielt er das Diplom als Zivilarchitekt.
1922 erfolgte die Gründung eines eigenen Büros zusammen mit Karl Hofmann, das bis zur Emigration beider Architekten im Jahr 1938 bestand. 1938 emigrierte Augenfeld nach London, wo er bis 1939 als freier Architekt und Designer für private Auftraggeber arbeitete. Ende 1939 siedelte er in die Vereinigten Staaten über und erhielt 1940 die Lizenz als Architekt des Staates New York. 1941 folgte die Eröffnung eines eigenen Architekturbüros in New York. 1966 ehelichte er die ebenfalls aus Wien stammende Designerin Anna Epstein-Gutmann. Obwohl Augenfeld zahlreiche Kontakte zu ehemaligen Landsleuten unterhielt und auch bei amerikanischen Auftraggebern angesehen und geachtet war, konnte er sich bis zu seinem Tod nicht mit dem erzwungenen Exil abfinden. Er starb mit 91 Jahren in New York.

## Werke und Projekte (Auszug)
- Kanzleigebäude Gottlieb Schnabel, Wien, 1924
- Haus Himmelreich, Brünn, 1925
- Gemeindebau in der Pragerstraße 56–58, Wien, 1925/26
- Kanzleigebäude der Spinnerei und Weberei Gottlieb Schnabel, Neupaka (Tschechoslowakei), 1926
- Entwurf Völkerbundpalast Palais des Nations in Genf (gemeinsam mit Oskar Strnad und Fritz Epstein), 1927
- Österreich-Pavillon auf der Weltausstellung Brüssel, 1935
- Ausstellungsgestaltung für die Society of Ceramic Artists, Museum of National History, New York, 1940
- 1946–1970er Jahre zahlreiche Möbelentwürfe und Wohnungseinrichtungen
- Designgestaltung der „Thonet Show Rooms“, 1953 und 1960
- Bibliothek und Stadthaus Buttinger, New York, 1956/58
- Den Hauptteil seiner Möbelentwürfe bildeten Anrichten, Sekretäre sowie Einbauschränke. Insbesondere bei der Einrichtung von Einzelwohnräumen spielten mehrfunktionale Möbel eine große Rolle. Als Material verwendeten Augenfeld häufig verschieden strukturierte Hölzer, oft kombiniert mit Stahlrohr.

## Schriften (Auswahl)
- Wiener Architektur und Inneneinrichtung, Diplom-Arbeit, Wien 1920.
- Wahre Modernität, in: Innen-Dekoration, Mai 1929, S. 216.
- Der Wohnraum, jenseits von Mode. Gedanken über Raumgestaltung, in: Die Bühne, März 1935, S. 34 f.
- Problems of Style, in: Decoration, Juli 1936, S. 24.
- Modern Austria. Personalities and Style, in: The Architectural Review, April 1938, S. 165–174.
- Two Identical New York Apartments Have Their Faces Lifted, in: Pencil Points, Vol. 25, Dezember 1944, S. 63–67.
- Park Avenue Penthouse. Customs Furnishings Promote the Success of a Bachelor, in: Interiors, Vol. 108, Juni 1949.
- Erinnerungen an Adolf Loos, in: Bauwelt, 72/1981, S. 1972.

## Ausstellungen
- 1930: Werkbundausstellung Wien
- 1936: „Moderne Möbel im Privatbesitz“, Ausstellung im Hagenbund, Wien
- 1995: Visionäre und Vertriebene, Kunsthalle Wien

Design und Entwürfe von Felix Augenfeld befinden sich heute in:
- Avery Library in Columbia University, New York
- Museum für angewandte Kunst, Wien
- Kunstmuseum Albertina, Wien